# Розенов
Розенов (њем. Rosenow) општина је у њемачкој савезној држави Мекленбург-Западна Померанија. Једно је од 69 општинских средишта округа Демин. Према процјени из 2010. у општини је живјело 1.056 становника. Посједује регионалну шифру (AGS) 13052065.

## Географски и демографски подаци
Розенов се налази у савезној држави Мекленбург-Западна Померанија у округу Демин. Општина се налази на надморској висини од 69 метара. Површина општине износи 31,1 km². У самом мјесту је, према процјени из 2010. године, живјело 1.056 становника. Просјечна густина становништва износи 34 становника/km².